# Gran Premio Cimera
El Gran Premio Cimera, también conocido como Poule de Potros, es uno de los grandes premios que se disputa desde 1941 en el Hipódromo de la Zarzuela de Madrid, durante la temporada de primavera, en el mes de abril. La carrera está destinada a potros de tres años sobre una distancia de 1.600 metros. 
Es parte de la Triple Corona española para los potros junto al Gran Premio Villapadierna  y al Gran Premio Villamejor.

## Palmarés[1][2][3]
| Gran Premio Cimera |                                                             |                                                             |                                                             |                                                             |                                                             |
| 2025               | YO MAURO (IRE)                                              | Ricardo Nicolás Valle                                       | Guillermo Arizcorreta                                       | Cuadra Peques                                               | 1600m                                                       |
| 2024               | GIMME LOVE (IRE)                                            | Antoine Werlé                                               | Guillermo Arizcorreta                                       | Cuadra Mediterráneo                                         | 1600m                                                       |
| 2023               | IT'S CHICO TIME (IRE)                                       | Ricardo Sousa                                               | Óscar Anaya                                                 | Cuadra Isla de Fuerteventura                                | 1600m                                                       |
| 2022               | CATAPUM (FR)                                                | Fabrice Veron                                               | Ion Elarre                                                  | Cuadra Alvela                                               | 1600m                                                       |
| 2021               | WHAT'S UP (FR)                                              | Ricardo Sousa                                               | Mauricio Delcher Sánchez                                    | Cuadra Marqués de Miraflores de San Antonio                 | 1600m                                                       |
| 2020               | RODABALLO (GB)                                              | José Luis Martínez                                          | Guillermo Arizcorreta                                       | Cuadra Pata Negra Racing                                    | 1600m                                                       |
| 2019               | EINAR (IRE)                                                 | Tony Piccone                                                | Mauricio Delcher Sánchez                                    | Cuadra Miranda                                              | 1600m                                                       |
| 2018               | ANOTHER DAY OF SUN (IRE)                                    | Borja Fayos                                                 | Óscar Anaya                                                 | Cuadra Manolito El Barbero                                  | 1600m                                                       |
| 2017               | ELDELBAR (SPA)                                              | José Luis Borrego                                           | Juan Carlos Rosell                                          | Cuadra Miranda                                              | 1600m                                                       |
| 2016               | FLANDERS FLAME (GB)                                         | Ricardo Sousa                                               | Helder Pereira                                              | Cuadra Nossa Senhora Do Vale                                | 1600m                                                       |
| 2015               | No se disputó esta edición                                  | No se disputó esta edición                                  | No se disputó esta edición                                  | No se disputó esta edición                                  | No se disputó esta edición                                  |
| 2014               | ARKAITZ (SPA)                                               | José Luis Martínez                                          | Francisco Rodríguez                                         | Cuadra Di Benisichi                                         | 1600m                                                       |
| 2013               | KARETAS (SPA)                                               | Óscar Ortiz de Urbina                                       | Jesús López                                                 | Cuadra Cholaica                                             | 1600m                                                       |
| 2012               | NUREDYN (SPA)                                               | Óscar Ortiz de Urbina                                       | Mariano Hernández                                           | Cuadra Zurraquín                                            | 1600m                                                       |
| 2011               | FESTEIRO (SPA)                                              | Jorge Horcajada                                             | Mauricio Delcher Poulies                                    | Cuadra El Negredo                                           | 1600m                                                       |
| 2010               | ARIETE ARROLLADOR (GB)                                      | José Luis Borrego                                           | Guillermo Arizcorreta                                       | Cuadra Albero                                               | 1600m                                                       |
| 2009               | SILVERSIDE (USA)                                            | Julien Grosjean                                             | Mauricio Delcher Sánchez                                    | Cuadra Safsaf                                               | 1600m                                                       |
| 2008               | YEPES (IRE)                                                 | Borja Fayos                                                 | Juan Carlos Rosell                                          | Cuadra Ecu                                                  | 1600m                                                       |
| 2007               | DINK (FR)                                                   | Jorge Edgar Jarcovsky                                       | Jorge Antonio Rodríguez                                     | Cuadra Sálvador Márquez                                     | 1600m                                                       |
| 2006               | PADEEL (FR)                                                 | Lionel Grisard                                              | Ángel Imaz Beloqui                                          | Cuadra Martul                                               | 1600m                                                       |
| 2005 - 1997        | No se disputó debido al cierre del Hipódromo de la Zarzuela | No se disputó debido al cierre del Hipódromo de la Zarzuela | No se disputó debido al cierre del Hipódromo de la Zarzuela | No se disputó debido al cierre del Hipódromo de la Zarzuela | No se disputó debido al cierre del Hipódromo de la Zarzuela |
| 1996               | OKAWANGO (SPA)                                              | Sergio Vidal                                                | Mauricio Delcher Poulies                                    | Cuadra San Martín                                           | 1600m                                                       |
| 1995               | MADRILEÑO (IRE)                                             | José Luis Martínez                                          | Román Martín Sánchez                                        | Cuadra Madrileña                                            | 1600m                                                       |
| 1994               | BOLISHOI (FR)                                               | José Luis Martínez                                          | Román Martín Sánchez                                        | Cuadra Madrileña                                            | 1600m                                                       |
| 1993               | TOTI GUAY (SPA)                                             | Ignacio Pacho                                               | Juan Pedro Avial                                            | Cuadra Perelli                                              | 1600m                                                       |
| 1992               | ISTMO BLANCO (SPA)                                          | John Reid                                                   | Enrique Bedouret                                            | Cuadra Alborada                                             | 1600m                                                       |
| 1991               | PERFIL (SPA)                                                | Vicente Cañizo                                              | Román Martín Sánchez                                        | Cuadra Círculo                                              | 1600m                                                       |
| 1990               | SHERMAN (SPA)                                               | Alberto Carrasco Sánchez                                    | Juan Jesús Ceca                                             | Yeguada Cortiñal                                            | 1600m                                                       |
| 1989               | LA YEGUA (SPA)                                              | Vicente Cañizo                                              | Juan Campos                                                 | Cuadra Pérez del Amo                                        | 1600m                                                       |
| 1988               | CINNAMON HORSE (SPA)                                        | Florentino González                                         | J. Cisternas                                                | Cuadra Puerto Rico                                          | 1600m                                                       |
| 1987               | SOCRAM (SPA)                                                | Florentino González                                         | Julio César Martínez                                        | Cuadra Amalur                                               | 1600m                                                       |
| 1986               | ORBITAL (SPA)                                               | Cristóbal Medina                                            | Luis Maroto                                                 | Cuadra Pérez del Amo                                        | 1600m                                                       |
| 1985               | PEPES (SPA)                                                 | Olindo Mongelluzzo                                          | Bonifacio Vergara                                           | Cuadra Ibiza                                                | 1600m                                                       |
| 1984               | HABIT (SPA)                                                 | José Carlos Fernández Rodríguez                             | Agustín García                                              | Cuadra Edif                                                 | 1600m                                                       |
| 1983               | ZALDUENDO (SPA)                                             | Florentino González                                         | Adolfo Gómez                                                | Yeguada Militar                                             | 1600m                                                       |
| 1982               | BATALLADOR (SPA)                                            | Francisco Rodríguez                                         | Gualberto Pérez                                             | Cuadra Ibérica                                              | 1600m                                                       |
| 1981               | BARILOCHE (SPA)                                             | José Carlos Fernández Rodríguez                             | Agustín García                                              | Cuadra Edif                                                 | 1600m                                                       |
| 1980               | CHAMARTIN (SPA)                                             | Román Martín Sánchez                                        | Gualberto Pérez                                             | Cuadra Mendoza                                              | 1600m                                                       |
| 1979               | TUCUMAN (SPA)                                               | Claudio Carudel                                             | Fulgencio de Diego                                          | Cuadra Rosales                                              | 1600m                                                       |
| 1978               | BARILONE (SPA)                                              | Claudio Carudel                                             | Fulgencio de Diego                                          | Cuadra Rosales                                              | 1600m                                                       |
| 1977               | MANET (SPA)                                                 | Pat Eddery                                                  | Juan Jesús Ceca                                             | Cuadra Pascualete                                           | 1600m                                                       |
| 1976               | SULIM (SPA)                                                 | Román Martín Sánchez                                        | Jesús Méndez                                                | Cuadra Ramón Beamonte                                       | 1600m                                                       |
| 1975               | DUAL SEA (SPA)                                              | Claudio Carudel                                             | Fulgencio de Diego                                          | Cuadra Rosales                                              | 1600m                                                       |
| 1974               | EL GAUCHO (SPA)                                             | José Antonio Borrego                                        | Juan Vicente Chavarrías                                     | Cuadra Margarita Zimmerman de Jonescu                       | 1600m                                                       |
| 1973               | LETHERTON (SPA)                                             | José Miguel Reyes                                           | Marcos Carrasco                                             | Cuadra Olearso                                              | 1600m                                                       |
| 1972               | KOKU (SPA)                                                  | Cristóbal Medina                                            | Luis Maroto                                                 | Cuadra José Luis Agulló                                     | 1600m                                                       |
| 1971               | DARC (SPA)                                                  | Cristóbal Medina                                            | Marcos Carrasco                                             | Cuadra Mediterránea                                         | 1600m                                                       |
| 1970               | ILALO (SPA)                                                 | Ceferino Carrasco                                           | Fulgencio de Diego                                          | Cuadra Rosales                                              | 1600m                                                       |
| 1969               | RAGAZZO (GB)                                                | José Antonio Borrego                                        | Nicolás Méndez                                              | Cuadra José Luis Carrera                                    | 1600m                                                       |
| 1968               | ADAR II (SPA)                                               | Román Martín Sánchez                                        | Jesús Méndez                                                | Cuadra Ramón Beamonte                                       | 1600m                                                       |
| 1967               | MASPALOMAS (SPA)                                            | Claudio Carudel                                             | Juan Luis Barreiro                                          | Cuadra Marqués de la Florida                                | 1600m                                                       |
| 1966               | EROS (SPA)                                                  | Simón Figueroa                                              | Fernando Sanz                                               | Yeguada Militar                                             | 1600m                                                       |
| 1965               | RICKY (SPA)                                                 | Juan Vicente Chavarrías                                     | Nicolás Méndez                                              | Cuadra José Luis Carrera                                    | 1600m                                                       |
| 1964               | PONGO (SPA)                                                 | Adolfo Barderas                                             | Jesús Méndez                                                | Cuadra Conde de Villapadierna                               | 1600m                                                       |
| 1963               | TRITON (SPA)                                                | Jean Claude Majerus                                         | Federico García                                             | Yeguada Olé                                                 | 1600m                                                       |
| 1962               | ATURUXO (SPA)                                               | Román Martín Sánchez                                        | Jesús Méndez                                                | Cuadra Ramón Beamonte                                       | 1600m                                                       |
| 1961               | NERTAL (SPA)                                                | Claudio Carudel                                             | Jesús Méndez                                                | Cuadra Ramón Beamonte                                       | 1600m                                                       |
| 1960               | VERAGRO (SPA)                                               | Mauricio Delcher Poulies                                    | Juan Luis Barreiro                                          | Cuadra Marqués de la Florida                                | 1600m                                                       |
| 1959               | VAMOS (SPA)                                                 | Jean-Robert Larre                                           | Georges Higson                                              | Cuadra Conde de Villapadierna                               | 1600m                                                       |
| 1958               | DYUR (SPA)                                                  | José Perelli                                                | Federico García                                             | Cuadra Ramón Beamonte                                       | 1600m                                                       |
| 1957               | SANDRU (SPA)                                                | R. Thomas                                                   | Vicente Díez                                                | Yeguada Figueroa                                            | 1600m                                                       |
| 1956               | RIU KIU (SPA)                                               | Ponciano Polo                                               | Fernando Gazapo                                             | Yeguada Militar                                             | 1600m                                                       |
| 1955               | TBESSA (SPA)                                                | Pedro Hernández                                             | Georges Higson                                              | Cuadra Conde de Villapadierna                               | 1600m                                                       |
| 1954               | OBAGOY (SPA)                                                | José Perelli                                                | Federico García                                             | Cuadra Ramón Beamonte                                       | 1600m                                                       |
| 1953               | NARRICHKIN (SPA)                                            | José Perelli                                                | Federico García                                             | Cuadra Ramón Beamonte                                       | 1600m                                                       |
| 1952               | AYUCO (SPA)                                                 | Álvaro Díez                                                 | Vicente Díez                                                | Yeguada Figueroa                                            | 1600m                                                       |
| 1951               | TURANDOT II (SPA)                                           | José Perelli                                                | Francisco Cadenas                                           | Yeguada San Jorge                                           | 1600m                                                       |
| 1950               | DON JAPAN (SPA)                                             | Carlos Díez                                                 | Georges Higson                                              | Cuadra Conde de Villapadierna                               | 1600m                                                       |
| 1949               | JABATO (SPA)                                                | Victoriano Jiménez                                          | Gustavo López Luzzatti                                      | Yeguada Militar                                             | 1600m                                                       |
| 1948               | CALPE (SPA)                                                 | Álvaro Díez                                                 | Juan Ceca                                                   | Cuadra Ernesto Güetta                                       | 1600m                                                       |
| 1947               | AMAYA (SPA)                                                 | Juan Manuel Méndez                                          | José Cruz Díaz Masa                                         | Yeguada Figueroa                                            | 1600m                                                       |
| 1946               | SANDRA (SPA)                                                | Vicente Chavarrías                                          | Georges Higson                                              | Cuadra William Wyndham Torre Torr                           | 1600m                                                       |
| 1945               | JAP (SPA)                                                   | José Perelli                                                | Francisco Cadenas                                           | Cuadra Elena S. de Márquez                                  | 1600m                                                       |
| 1944               | DARK TOKI (SPA)                                             | Vicente Chavarrías                                          | Georges Higson                                              | Cuadra Conde de Villapadierna                               | 1600m                                                       |
| 1943               | VELAZQUEZ (SPA)                                             | Álvaro Díez                                                 | Georges Higson                                              | Cuadra Marqués de San Damian                                | 1600m                                                       |
| 1942               | IMPERIO (SPA)                                               | Santos Molero                                               | Juan Ceca                                                   | Yeguada Figueroa                                            | 1600m                                                       |
| 1941               | CASTELLON (SPA)                                             | Michael Leforestier                                         | Georges Higson                                              | Cuadra Conde de Jacarilla                                   | 1600m                                                       |